# Theodor Storm

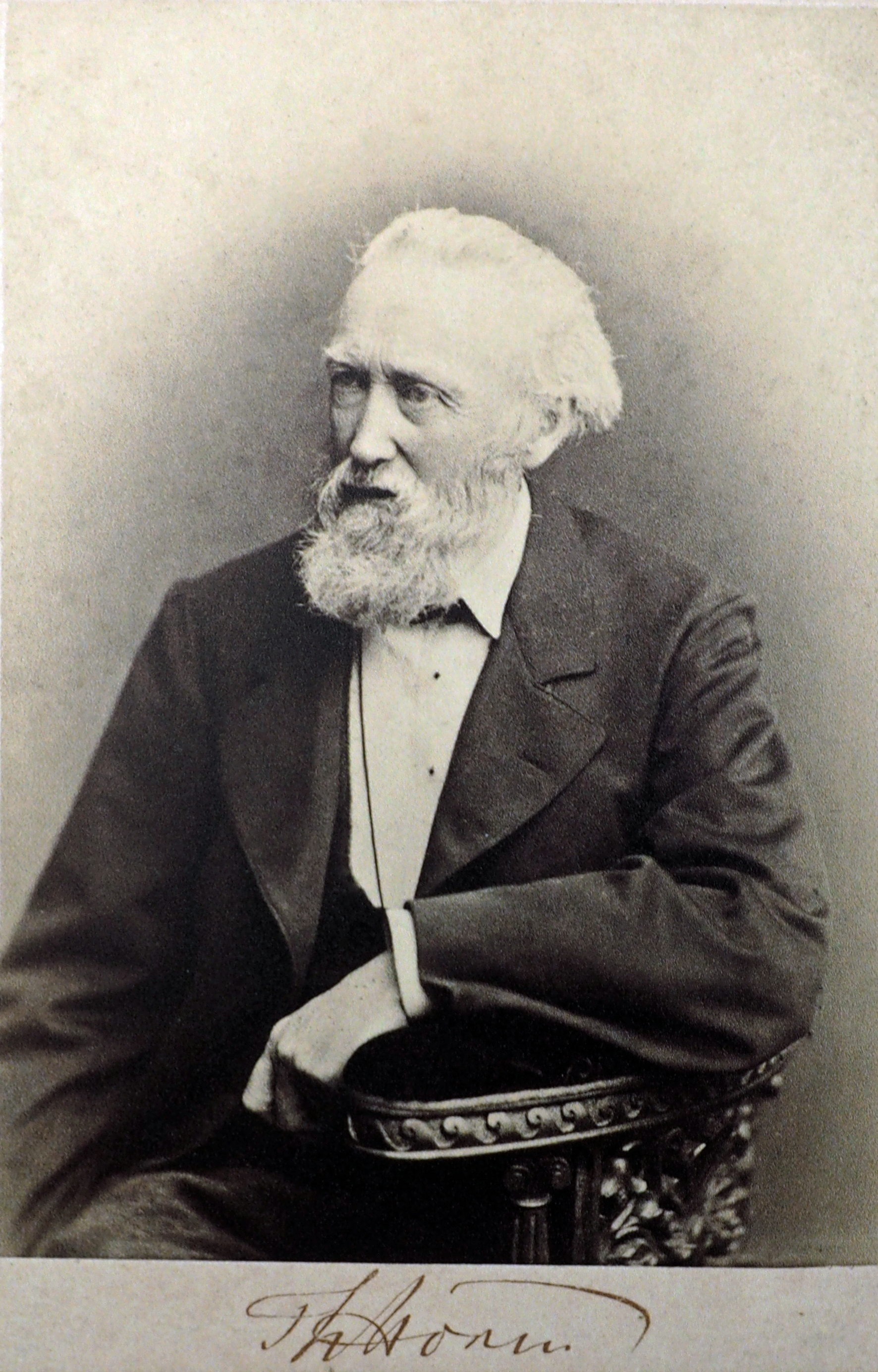
Theodor Storm

Theodor Storm (Husum, 14 settembre 1817 – Hanerau-Hademarschen, 4 luglio 1888) è stato un poeta e scrittore tedesco.

## Biografia
Studiò legge a Kiel e Berlino e collaborò con i fratelli Theodor e Tycho Mommsen al Liederbuch dreier Freunde (Canzoniere di tre amici) del 1843, cui seguirono Immensee (Immensee) del 1850 e Sommergeschichten und Lieder (Storie d'estate e canti), del 1851. Il mondo nordico di Storm, rievocato con una nostalgia che vela di un'atmosfera di sogno l'intima tragicità che lo pervade, si estrinsecò, oltre che nelle liriche, nelle novelle che lavorava come se fossero poesie.
Già in Immensee si delinea la sua predilezione per i contrasti interiori soffocati nella rinuncia e sacrificati all'ordine borghese, come anche in Carsten Curator. Nelle altre novelle, circa 50, all'amore per la chiusa vita familiare, come in Die Söhne des Senators (I figli del senatore), si accompagna l'interesse per figure ambigue, demoniache, e spesso inserite in un contesto borghese oppresso da severe leggi di convivenza sociale, come in Im Nachbarhause links (La casa a sinistra), Hans und Heinz Kirch (Hans e Heinz Kirch) e Bulemanns Haus (Casa Bulemann).
Una sensualità pagana e violenta, anche se trattenuta, permea le sue liriche, tra le più belle della letteratura tedesca, il cui tono sovente improntato a mestizia si fa a volte, sotto l'urgenza del dolore, grave e solenne. Alla fine della sua vita, minato dal male, portò a termine la lunga novella Der Schimmelreiter (L'uomo dal cavallo bianco), fantastica e possente rievocazione di una leggenda nordica.

## Opere
- Marthe und ihre Uhr - Marta e il suo orologio, novella del 1848.
- Im Saal - Nella stanza da disegno, novella del 1849.
- Der kleine Häwelmann - Il piccolo Häwelmann, fiaba del 1849.
- Immensee - Immensee, novella del 1850.
- Die Stadt - La città, poesia del 1852.
- Posthuma - novella del 1851.
- Sommergeschichte und Lieder - Storie d'estate e canti, del 1851.
- Ein grünes Blatt - Una foglia verde, novelle del 1854.
- Im Sonnenschein - Alla luce del Sole, novella del 1854.
- Angelika - Angelika, romanzo del 1855.
- Wenn die Äpfel reif sind - Quando maturano le mele, racconto umoristico del 1857.
- Auf dem Staatshof - romanzo del 1859.
- Späte Rosen - Rose serotine, novella del 1860.
- Veronika - novella del 1861.
- Drüben am Markt - Presso la Piazza del Mercato, romanzo del 1861.
- Am Kamin - novella del 1862.
- Im Schloß - Nel castello, novella del 1862.
- Unter dem Tannenbaum - Sotto l'albero di Natale, novella del 1862.
- Abseits - In disparte, novella del 1863.
- Auf der Universität - novella del 1863.
- Von Jenseits des Meeres - Attraverso i mari, novella del 1864-1865.
- Eine Malerarbeit - Un dipinto, novella del 1867.
- In St Jürgen - Nella Casa di carità di San Giorgio, novella del 1868.
- Der Amtschirurgus Heimkehr - Il barbiere-chirurgo, novella autobiografica del 1870.
- Eine Halligfahrt - novelle del 1871.
- Draußen im Heidedorf - novella del 1872.
- Lena Wies - novella del 1873.
- Von heut und ehedem - Passato e presente, novella del 1873-1874.
- Beim Vetter Christian - Al cugino Christian, novella del 1874.
- Pole Poppenspäler - Paolo il burattinaio, novella del 1874.
- Viola tricolor - Viola tricolore, novella del 1874.
- Waldwinkel - novella del 1874.
- Ein stiller Musikant - Un tranquillo musicista, novella del 1875.
- Psyche - novella del 1875.
- Es waren zwei Königskinder - C'erano una volta i bambini di due re, canzone del 1875.
- Im Nachbarhause links - La casa a sinistra, novella del 1875.
- Aquis submersus, raccolta di novelle del 1876.
- Carsten Curator - Carsten, l'amministratore, novella del 1878.
- Renate - Renata, novella del 1878.
- Bulemanns Haus - Casa Bulemann, novella del 1879.
- Eekenhof - raccolta di novelle del 1879.
- Im Brauerhause - Nella fabbrica di birra, novella del 1879.
- Zur Wald- und Wasserfreude - novella del 1879.
- Die Söhne des Senators - I figli del senatore, novella del 1880.
- Der Herr Etatsrat - L'amministratore Dyke, novella del 1881.
- Hans und Heinz Kirch - Hans e Heinz Kirch, novella del 1882.
- Schweigen - Silenzio, novella del 1883.
- Zur Chronik von Grieshuus - Sulla cronaca di Grieshuus, novella del 1884-1885.
- John Riew - novella del 1885.
- Ein Fest auf Haderslevhuus - Una festa ad Haderslevhuus, raccolta di novelle del 1885.
- Bötjer Basch - novella del 1886.
- Ein Bekenntnis - Una confessione, novella del 1887.
- Ein Doppelgänger - Un doppione, novella del 1887.
- Der Schimmelreiter - L'uomo dal cavallo bianco, novella del 1886-1888.

### Edizioni italiane
- In pieno sole, traduzione di Ervino Pocar, Collezione Ghirlanda n.6, Milano, Editoriale Ultra, 1944.
- Raccolta integrale delle novelle per la Biblioteca Universale Rizzoli a cura di Alfio Cozzi:
  - La città del mare, BUR, 1951.
  - Mio cugino Cristiano, BUR, 1953.
  - Renata, BUR, 1957.
  - Il silenzio, BUR, 1958.
  - Il cavaliere dal cavallo bianco, BUR, 1961; Milano, Fabbri, 1991.
  - Di là dal mare, BUR, 1962.
- Il curatore Carsten e altri racconti, Introduzione, trad. di Ervino Pocar, Collana Biblioteca moderna n.369, Milano, Mondadori, 1953.
- Racconti della botte, Prefazione, trad. e cura di Antonio Cassin, Collana Maestri n.120, Edizioni Paoline, 1960.
- Novelle. Immensee. Una confessione. L'uomo dal cavallo bianco. Tarde rose. Viola tricolor. Hans e Heinz  Kirch, a cura di Maria Grazia Amoretti, Collana I grandi scrittori stranieri, Torino, UTET, 1962. - UTET, 1983; Milano, TEA, 1991.
- Novelle, trad. di Alfio Cozzi, scelta, introduzione e cura di Gabriella d'Onghia, Collana I Classici della BUR, Milano, Rizzoli, 1984.
- Davanti al camino, Introduzione di Antonio Pasinato, Solfanelli Editore, 1988, 2016.
- Il piccolo Häwelmann (Der kleine Häwelmann, traduzione di Federica Pierini, Illustrazioni di Lisbeth Zwerger, Pordenone, Edizioni C'era una volta..., 1995, ISBN 978-88-861-4429-2.
- Novelle, a cura di Laura Bocci, Collana I grandi libri, Milano, Garzanti, 1996, ISBN 978-88-115-8725-5. - Collana Oscar Classici, Milano, Mondadori, 2023, ISBN 978-88-047-6442-7.
- Immensee e altre novelle, a cura di Fabrizio Cambi, Trento, Ed. Università di Trento, 1999, ISBN 978-88-861-3582-5.
- Giovannino, il diletto, traduzione di A. Passannante, Illustrazioni di B. Mizdalski, Nord-Sud Edizioni, 2002, ISBN 978-88-820-3464-1.
- “I figli del senatore”, in: Tre racconti, Theodor Storm, Marie von Ebner-Eschenbach, Paul Heyse, A cura di Enrico Paventi, Apeiron Editori, Sant’Oreste, 2007, pp. 9-49, ISBN 978-88-859-7853-9.
- Renate, Calypso, 2009, ISBN 978-88-625-5021-5.

### Edizione critica tedesca
- Sämtliche Werke in 4 Bänden, a cura di Karl Ernst Laage e Dieter Lohmeier, Francoforte sul Meno: Verlag deutscher Klassiker, 1987-88.

## Filmografia (parziale)
Le sue opere sono state portate numerose volte sullo schermo, al cinema e in tv:
- L'erede dei Grishus (Zur Chronik von Grieshuus), regia di Arthur von Gerlach (1925)
- Der Schimmelreiter , regia di Hans Deppe e Curt Oertel (1934)
- Il perduto amore (Immensee), regia di Veit Harlan (1943)